# Pohuenui (rivière)
La rivière Pohuenui (enanglais : Pohuenui River) est un cours d’eau de la région du Northland dans l’Île du Nord de la Nouvelle-Zélande.

## Géographie
Elle s’écoule vers le sud-est, atteignant le fleuve Waipu tout près de l’embouchure de ce dernier, immédiatement au nord de la ville de Waipu.
Son affluent principal est la rivière North.